# Сінді Броґдон
Сінді Броґдон (англ. Cindy Brogdon, 25 лютого 1957) — американська баскетболістка.
Срібна призерка Олімпійських Ігор 1976 року.